# Loxocauda muelleri
Loxocauda muelleri is een mosselkreeftjessoort uit de familie van de Loxoconchidae. De wetenschappelijke naam van de soort is voor het eerst geldig gepubliceerd in 1969 door Schornikov.